# Ugochukwu Iwu
Ugochukwu Iwu (en Arménien Ուգոչուկվու Իվու), né le 28 novembre 1999 à Jos au Nigeria est un footballeur international arménien qui joue au poste de milieu défensif au Rubin Kazan en Premier League russe.

## Biographie
En août 2019, Iwu rejoint le FC Pyunik dans le cadre d'un contrat de prêt d'une saison avec le Lori FC,. 

### FC Urartu
À l'été 2020, il est transféré au FC Urartu. Le 16 juillet 2023, Iwu quitte Urartu d'un commun accord pour rejoindre Rubin Kazan.

### Rubin Kazan
Le 16 juillet 2023, Rubin Kazan annonce la signature d'un contrat de trois ans avec Iwu.

### En sélection
Iwu fait ses débuts internationaux le 25 mars 2023 lors des éliminatoires de l'UEFA Euro 2024, contre la Turquie. Il a joué tout le match.

## Vie personnelle
Le 20 mars 2023, Ugochukwu Iwu reçoit la nationalité arménienne, ce qui lui a permet de jouer pour l'équipe nationale arménienne.

## Palmarès
- Championnat d'Arménie : ** Champion en 2023.
- Coupe d'Arménie :
- * Vainqueur en 2023.